# Europese kampioenschappen bowling 1969
De Europese kampioenschappen bowling 1969 waren door de FIQ-EZ georganiseerde kampioenschappen voor bowlers. De vierde Europese kampioenschappen vonden plaats in het Deense Kopenhagen van 10 tot en met 14 juni 1977.

## Resultaten

### Heren
|                | Goud | Zilver | Brons |
| -------------- | --- | --- | --- |
| Masters        | Bernt Hellström | Gaston Friman | Per Kittelsen                                                                                                  |
| Doubles        | Bernt Hellström Bengt Aaberg                                                                                          | Erkki Lax Jorma Henriksson                                                                                            | Georges Daunys Gerard Doublet                                                                                  |
| Teams of five  | Brian Michaels Tony Samuels Bernie Caterer Terry Sullivan Dave Pond                                                   | Erkki Lax Kalevi Ihalainen Eero Waldén Reino Hartman Sulo Hoivasilta                                                  | Per Kittelsen Paal Heivang Freddy Johansen Guldbrand Gagnum Haavard Holmung Erling Osland                      |
| Teams of eight | Bernt Hellström Bengt Aaberg Kenneth Blomberg Gaston Friman Tommy Lundmark Gösta Sjöberg Börje Aasberg Thomas Behring | Erkki Lax Jorma Henriksson Kalevi Ihalainen Eero Waldén Reino Hartman Sulo Hoivasilta Veikko Tuominen Erkki Pulkkinen | Brian Michaels Tony Samuels Bernie Caterer Terry Sullivan Dave Pond Bobby Mansfield Clive Thomas Brian Wilkins |

### Dames
|               | Goud                                                               | Zilver                                                                  | Brons                                                                               |
| ------------- | ------------------------------------------------------------------ | ----------------------------------------------------------------------- | ----------------------------------------------------------------------------------- |
| Masters       | Nadine Payeur                                                      | Tuula Kartinen                                                          | Lea Hilokoski                                                                       |
| Doubles       | Margaret Shaw Audrey Tew                                           | Tuula Kartinen Lea Hilokoski                                            | Kuni Rupp Antje Schnitzer                                                           |
| Teams of four | Tuula Kartinen Lea Hilokoski Eija Krogerus Anja Ihalainen          | Dany Benhamou Marie-Christine Rochet Dany Formento Paulette Grolier     | Ursula Becker Barbro Lindberg Barbro Hjertén Maj Olander                            |
| Teams of five | Margaret Shaw Audrey Tew Dolly Miles Joan Primmer Pauline Thompson | Kuni Rupp Antje Schnitzer Lore Vanesse Sigelinde Hüser Hetti Pappenhoff | Maria Christiaens Lea Verstappen Nadine Payeur Agnes Vandenbergh Jacqueline Coudère |